# Johannes Brock
Johannes Brock (12. december 1898- 9. marts 1961) var en dansk atlet medlem af Thisted IK og fra 1927 Aalborg.
Brock dukkede op som et strålende stjerneskud i dansk atletik i 1921. Han blev dansk mester på alle tre sprinterdistancer. Han satte to danske rekorder på 400 meter, og blev Nordisk Mester i forskellige sprinterdistancer. 

## Danske mesterskaber
- Guld 1927 Femkamp
- Sølv 1926 100 meter ?
- Guld 1926 Femkamp
- Sølv 1924 200 meter ?
- Sølv 1924 400 meter 51,1
- Sølv 1923 400 meter 52,7
- Guld 1922 100 meter 11,0
- Guld 1922 400 meter 50,7
- Guld 1921 100 meter 11,0
- Guld 1921 200 meter 22,7
- Guld 1921 400 meter 50,8

## Danske rekorder
- 400 meter 50,7 1922
- 400 meter 50,8 1921